# Low Moor (Virginia)
Low Moor es un lugar designado por el censo situado en el condado de Alleghany, Virginia  (Estados Unidos). Según el censo de 2010 tenía una población de 258 habitantes.

## Demografía
Según el censo del 2000, Low Moor tenía 367 habitantes, 150 viviendas, y 106 familias. La densidad de población era de 174,9 habitantes por km².
De las 150 viviendas en un 28,7%  vivían niños de menos de 18 años, en un 52%  vivían parejas casadas, en un 12,7% mujeres solteras, y en un 29,3% no eran unidades familiares. En el 26% de las viviendas  vivían personas solas el 16,7% de las cuales correspondía a personas de 65 años o más que vivían solas. El número medio de personas viviendo en cada vivienda era de 2,45 y el número medio de personas que vivían en cada familia era de 2,91.
Por edades la población se repartía de la siguiente manera: un 22,1% tenía menos de 18 años, un 4,9% entre 18 y 24, un 30,2% entre 25 y 44, un 24,8% de 45 a 60 y un 18% 65 años o más.
La edad media era de 41 años.  Por cada 100 mujeres de 18 o más años  había 84,5 hombres.
La renta media por vivienda era de 40.083$ y la renta media por familia de 41.406$. Los hombres tenían una renta media de 29.531$ mientras que las mujeres 31.750$. La renta per cápita de la población era de 18.982$. En torno al 6,6% de las familias y el 8,8% de la población estaban por debajo del umbral de pobreza.

## Localidades adyacentes
El siguiente diagrama muestra a las localidades más próximas a Low Moor.